# Gmina Rogóźno
Die Gmina Rogóźno ist eine Landgemeinde im Powiat Grudziądzki der Woiwodschaft Kujawien-Pommern in Polen. Ihr Sitz ist das gleichnamige Dorf (deutsch Roggenhausen) mit etwa 950 Einwohnern.

## Geographie
Die Gemeinde liegt im Kulmerland, etwa 35 Kilometer nordöstlich von der Stadt Chełmno (Kulm). Sie grenzt im Südwesten an die Stadt Grudziądz (Graudenz) und im Westen an die gleichnamige Landgemeinde. Zu den Fließgewässern gehört die Osa (Ossa).

## Geschichte

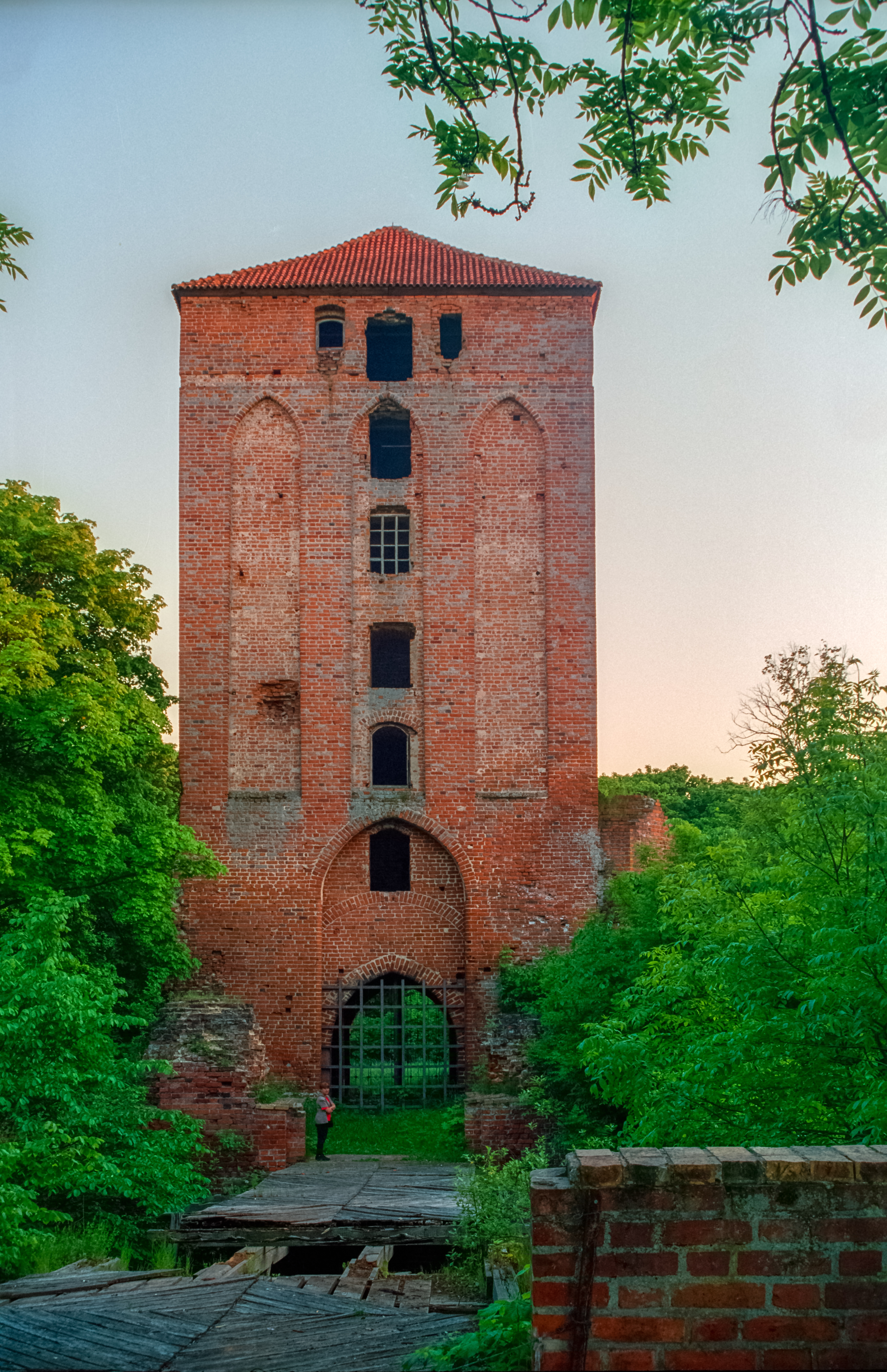
Ruine der Ordensburg

Im Rahmen der Ersten Teilung Polens 1772 kam das Gemeindegebiet an Preußen. Im Jahr 1919 wurde es Teil des wiederentstandenen Polen und war von 1939 bis 1945 im Zweiten Weltkrieg deutsch besetzt. Noch vor Kriegsende kam das Gebiet wieder an Polen.
Die Landgemeinde bestand von 1934 bis 1954 und wurde 1973 neu gebildet. Von 1975 bis 1998 gehörte sie zur Woiwodschaft Thorn.

## Gliederung
Zur Landgemeinde Rogóźno gehören elf Dörfer (deutsche Namen bis 1945) mit einem Schulzenamt:
| - Białochowo (Burg Belchau) - Budy (Buden) - Bukowiec (Bukowitz) - Gubiny (Gubin) | - Kłódka (Adlig Klodtken, 1939–1945 Klodtken-Dorf) - Rogóźno (Roggenhausen) - Rogóźno-Zamek (Roggenhausen) | - Skurgwy (Skurjew) - Szembruczek (Klein Schönbrück) - Szembruk (Groß Schönbrück) - Zarośle (Sarosle) |

Weitere Ortschaften der Gemeinde sind Jamy und Sobótka (Niederhof).